# (17889) Liechty
(17889) Liechty (1999 DH3) – planetoida z pasa głównego asteroid okrążająca Słońce w ciągu 3,74 lat w średniej odległości 2,41 j.a. Odkryta 20 lutego 1999 roku.